# Büki István
Büki István más forrásokban Biki vagy Harkácsi († 1348. július 31./augusztus 10.) magyar katolikus főpap, csanádi, majd veszprémi püspök, ezt követően kalocsai érsek.

## Élete

### Egyházi pályájának eleje
Büki Pál gróf fia. Az avignoni pápaság korában a magyar káptalanoknak több itáliai, illetve francia javadalmasa volt, és fordítva, éltek magyar kanonokok Avignonban. Így Büki 1324-ben, mint pécsi prépost Avignonban élt XII. Benedek pápa szolgálatában. 1337 és 1343 között választott, de pápai megerősítéssel nem rendelkező kalocsai érsekként szerepel az egyházmegye főpapjainak jegyzékében.

### Főpapi székben
1343. március 24. és 1344. augusztus 9. között választott csanádi püspök. Nem szenteltette föl magát, de az egyházmegye kormányzását elfogadta és helynökül egy László nevű káplánt küldött Csanádra. 1344. augusztus 9-én Avignonban veszprémi megyés püspökké nevezték ki; ezt a székét 1345. június 2-án töltötte be, de nem foglalta el. Nagy Lajos 1344-ben arra kérte VI. Kelemen pápát, hogy Bükit ne helyezze át a megüresedett kalocsai székre; a pápa ezt mégis megtette, és – Nagy Lajos tudta nélkül – az olasz Galhard de Carceribus csanádi püspököt helyezte át Veszprémbe. Nagy Lajos Büki áthelyezését tudomásul vette, de Galhardét nem, mivel az nem tudott magyarul, s így nem lehetett királynéi kancellár. E tisztét a hazatért Büki 1345–1346 között töltötte be. 1345. március 2. és 1348. július 31. között kalocsai érsek. Érsekségét ő maga kormányozta.

### Halála után
Utóda a királynéi kancellárságban Garai János (1346). A királyi kancellárság 1348 és 1351 között betöltetlen, utóda 1352-től Vásári Miklós. Kalocsán székét 1348. augusztus 10. és 1349. december 10. között üresnek jelölték, utóda 1349-től Vásári Miklós.

## Megjegyzés
A Magyar Archontológiában Büki a királynéi kancellária tisztet 1345-től haláláig töltötte be, s Biki István néven, mint kalocsai érsek a király kancellárja is. Veszprémi püspöki pecsétje 1344-ből, érseki pecsétje 1347-ből maradt fenn.